# Kolej linowo-terenowa Imperial w Karlowych Warach

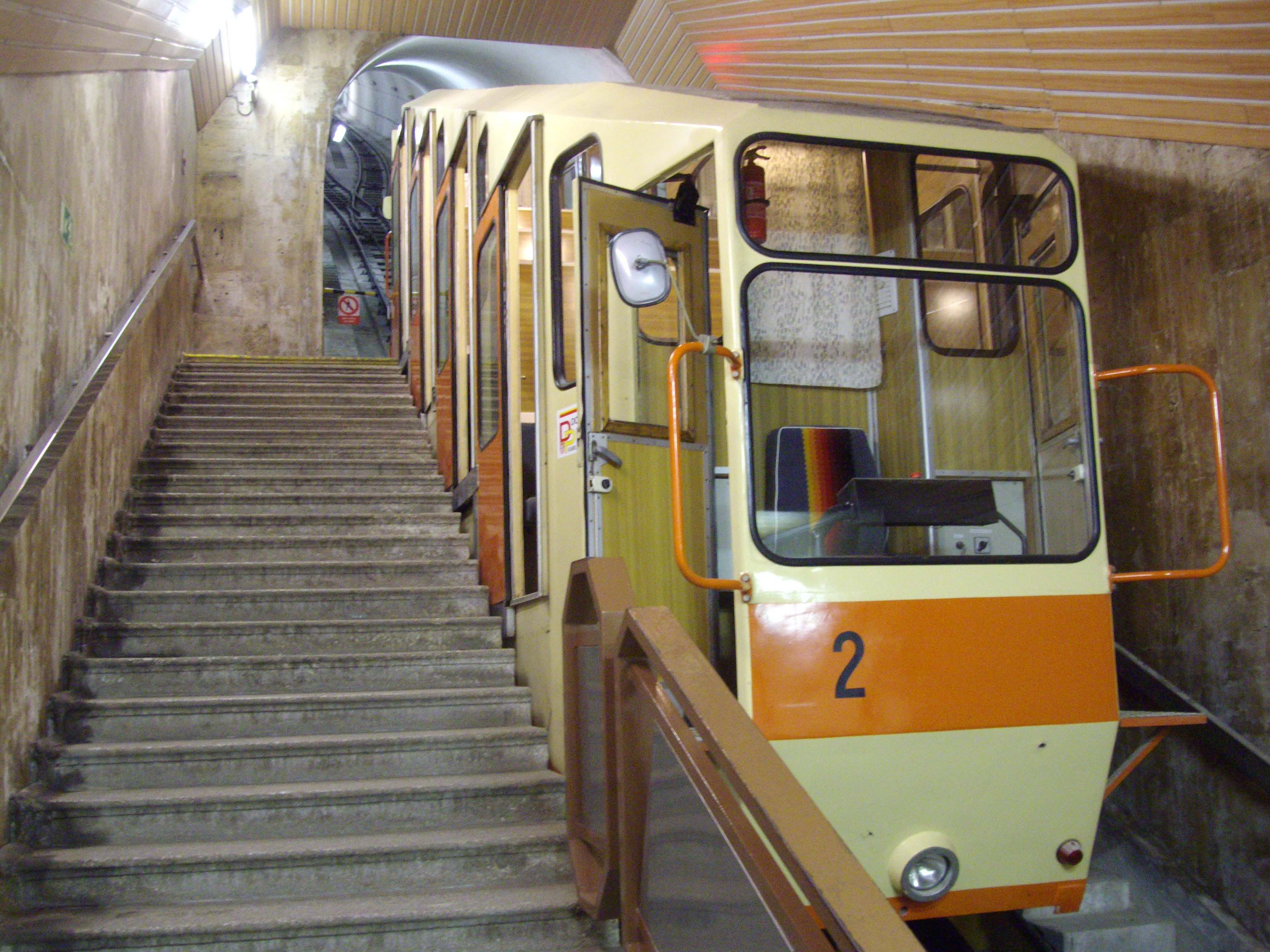
Wagon na stacji pl. Teatralny

Podziemna kolej linowo-terenowa Imperial łącząca pl. Teatralny (Divadelní náměstí) z ul. Libušina niedaleko hotelu Imperial jest najstarszą z trzech karlowarskich kolei linowo-terenowych wybudowanych na początku XX wieku. Od 1959 r. jest najbardziej stromą spośród wszystkich czeskich funikularów. Kolej Imperial jest unikalna również za sprawą swoich rozwiązań technicznych, biegnie bowiem w całości w podziemnym tunelu (dzięki temu jest czasem nazywana karlowarskim metrem).

## Historia
Pierwsze dwie karlowarskie koleje linowe założył lord Westbury, przewoźnikiem była jego firma Karlowarskie Elektryczne Koleje Linowe Westbury (Karlovarské elektrické lanové dráhy Westbury). Koncesja na budowę kolei do przyszłego hotelu Imperial została wydana 16 listopada 1906 r. Budowano ją w latach 1905–1907, skolaudowano 15 marca 1907 r., a oddano do użytku 18 maja 1907 r. wraz z restauracją Helenin Dwór (Helenín dvůr) przy górnej stacji. Dostawcą taboru była szwajcarska firma Gesselschaft der L. von Rolleschen Eisenwerk z Gerlafingen. W następnych latach, do r. 1912, kolej służyła też do przewozu materiałów na budowę hotelu Imperial.
W okresie międzywojennym koleją, jak i hotelem, zarządzała spółka Helenin Dvór–Hotel Imperial. Kolej służyła przede wszystkim turystom, którzy mieszkali w hotelu i zjeżdżali do centrum miasta, do źródeł termalnych. Dlatego funkcjonowała tylko w okresie letnim.
Po II wojnie światowej kolej (nadal sezonową) przejęło miasto Karlowe Wary. Przewoźnikiem był Zjednoczone Komunalne Przedsiębiorstwo Miasta Karlowe Wary (Sdružený komunální podnik města Karlových Var). Od 1 października 1954 r. zarządzało nią nowo powstałe Przedsiębiorstwo Komunikacyjne Miasta Karlowych Warów (Dopravní podnik města Karlových Var), które w latach 1955–1957 przeprowadziło remont generalny i wymianę urządzeń maszynowych (kursowanie było wtedy zawieszone). Po jego zakończeniu zainaugurowano całoroczną działalność kolei, jeżdżącej odtąd w krótszych, dziesięciominutowych, odstępach czasowych.
W 1961 r. dodano nowe wozy, które zastąpiły stare, drewniane. W tym samym roku centrum uzdrowiska zostało zamknięte dla samochodów (również komunikacji miejskiej). Autobusy musiały od tego czasu śródmieście w skomplikowany sposób objeżdżać, więc dla pasażerów wygodniejsze było wyjechać koleją na ul. Libušina i tam się przesiąść na autobus niż jechać nim z pl. Teatralnego (Divadelní náměstí). Wskutek tego kolej linowo-terenową Imperial włączono do systemu komunikacji miejskiej i zaczęła na niej obowiązywać taka sama taryfa, jak w autobusach. 1 stycznia 1976 r. zlikwidowano Przedsiębiorstwo Komunikacyjne Miasta Karlowe Wary (Dopravní podnik města Karlovy Vary, korekta nazwy w 1970 r.), a zarówno kolej, jak i transport autobusowy przejęło przedsiębiorstwo państwowe ČSAD Pilzno – Zakład Komunikacyjny Karlowe Wary (ČSAD Plzeň – dopravní závod Karlovy Vary).
1 stycznia 1981 r. ze względu na zły stan techniczny kolej Imperial zawieszono (ostatnia jazda odbyła się 31 grudnia 1980 r.) i dalsze jej istnienie stanęło pod znakiem zapytania. W końcu w latach 1983–1985 przeprowadzono remont generalny, jej wykonawcą była polska firma Budimex. Wznowienie działalności miało jednak miejsce dopiero 13 listopada 1987 r., ponieważ dostawa nowych wagonów ze zakładów Konstal w polskim Chorzowie opóźniła się.
W 1992 r. Zakład Komunikacyjny Karlowe Wary ČSAD-u Pilzno przekształcono w Zakład Komunikacyjny MHD Karlowe Wary (ČSAD Plzeň – dopravní závod MHD Karlovy Vary, MHD to czeski skrót od Miejski Transport Zbiorowy – Městská hromadná doprava), a w 1993 r. samodzielne miejskie przedsiębiorstwo ČSAD MHD Karlowe Wary, przemianowane w 2001 r. na Przedsiębiorstwo Komunikacyjne Karlowe Wary (Dopravní podnik Karlovy Vary).

## O kolei

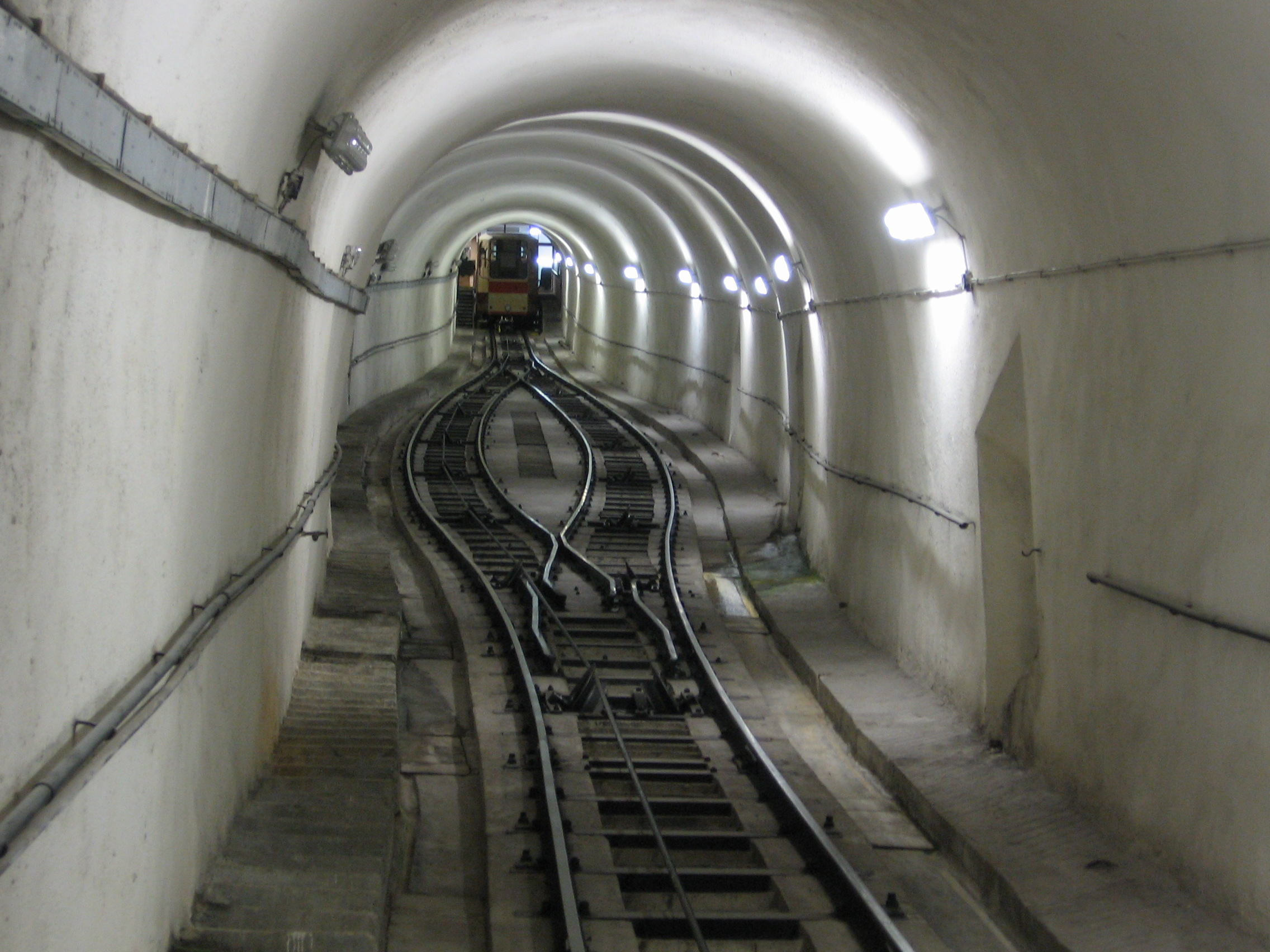
Tunel i mijanka kolei

Podziemna kolej linowo-terenowa łączy pl. Teatralny (Divadelní náměstí) z ul. Libušina na wzgórzu Helenin Dwór (Helenín dvůr), gdzie znajduje się hotel Imperial. Długość trasy wynosi 127 m. Wagony pokonują 54 m różnicy poziomów (pl. Teatralny – 381 m n.p.m., Imperial – 435 m n.p.m.) przy maksymalnym nachyleniu 495‰. Czas jazdy wynosi 58 s (pierwotnie do 1955 r. – 84 s, w latach 1957–1980 – 102 s). Rozstaw szyn wynosi 1000 mm, linia jest jednotorowa z mijanką w połowie, od początku miała napęd elektryczny.
Początkowo kolej była obsługiwana dwoma drewnianymi wozami z otwartymi pomostami (producent Gesselschaft der L. von Rolleschen Eisenwerke). Ich pojemność wynosiła 40 osób, wagony były podzielone na cztery przedziały i miały drzwi tylko po lewej stronie (patrząc z dolnej stacji). Wagony dodane w 1961 r. (producent Tatra) były metalowe, zamknięte i miały pojemność 32 osoby. Nie były to całkowicie nowe wagony – zmieniło się tylko nadwozie, podwozie pozostało oryginalne z 1907 r. Nowe wagony z 1987 r. (producent Konstal Chorzów) są identyczne jak wagony kolei Diana, ich pojemność wynosi 50 osób.
Od 1961 r. kolej jest skomunikowana z liniami autobusowymi jeżdżącymi ul. Libušina. Początkowo była to linia nr 1, od 1987 r. linia nr 18, od 1999 r. linia nr 11, a obecnie od 2001 r. linia nr 13. Kolej jest częścią systemu komunikacji miejskiej, obowiązują na niej te same bilety, co na autobusy. Jeździ codziennie, co 15 minut. W okresie corocznego przeglądu technicznego kolei uruchamiana jest zastępcza komunikacja autobusowa – linia taka oznaczana jest literą L.
Ze względu na doprowadzenie wód termalnych bezpośrednio do hotelu Imperial i wznowienie kursów autobusów do strefy uzdrowiskowej (na pl. Teatralny) znaczenie kolei zmalało, jednak przy ul. Libuszyna powstał duży parking, który łączy ona z centrum miasta.